# غوستافو مينيزيس
غوستافو مينيزيس (بالإنجليزية: Gustavo Menezes)‏ هو سائق سباق أمريكي، ولد في 19 سبتمبر 1994 في لوس أنجلوس في الولايات المتحدة.

## وصلات خارجية
- الموقع الرسمي
- غوستافو مينيزيس على موقع DriverDB.com (الإنجليزية)